# Centrophorus
Centrophorus là một chi cá nhám góc được tìm thấy trong các đại dương ôn đới và nhiệt đới trên khắp thế giới, được đặc trưng bởi màu xám hoặc nâu, đôi mắt màu xanh lá cây lớn, và gai trên cả hai vây lưng.
Chi có mặt trong các mẫu hóa thạch từ thế Paleocen (C. squamosus) trở đi.

## Loài
- Centrophorus J. P. Müller & Henle, 1837
  - Centrophorus acus Garman, 1906. (Needle dogfish)
  - Centrophorus atromarginatus Garman, 1913. (Dwarf gulper shark)
  - Centrophorus granulosus (Bloch & J. G. Schneider, 1801). (Gulper shark)
  - Centrophorus harrissoni McCulloch, 1915 (Dumb gulper shark)
  - Centrophorus isodon (Y. T. Chu, Q. W. Meng & J. X. Liu, 1981) (Blackfin gulper shark)
  - Centrophorus lusitanicus Barbosa du Bocage & Brito Capello, 1864 (Lowfin gulper shark)
  - Centrophorus moluccensis Bleeker, 1860 (Smallfin gulper shark)
  - Centrophorus niaukang Teng, 1959 (Taiwan gulper shark)
  - Centrophorus robustus S. M. Deng, G. Q. Xiong & H. X. Zhan, 1985
  - Centrophorus seychellorum Baranes, 2003
  - Centrophorus squamosus (Bonnaterre, 1788) (Leafscale gulper shark)
  - Centrophorus tessellatus Garman, 1906 (Mosaic gulper shark)
  - Centrophorus westraliensis W. T. White, Ebert & Compagno, 2008 (Western gulper shark)
  - Centrophorus zeehaani W. T. White, Ebert & Compagno, 2008 (Southern dogfish)
  - Centrophorus sp. A (Minigulper)
  - Centrophorus sp. B (Slender Gulper)